# Grutas da Moeda
Die Grutas da Moeda (Grotten der Münzen) sind Schauhöhlen, die im Gebiet von São Mamede im Distrikt Leiria, westlich von Fátima nahe der Autobahn A1 in Portugal liegen.
Die Grutas da Moeda wurden 1971 von Jägern entdeckt. Sie fanden zuerst die Schäferhalle, eine große Höhle mit Tropfsteingebilden. Von schmalen Öffnungen dieser Höhle ausgehend gruben die Männer fast zwei Monate und stießen auf weitere Hallen, die zum System der Grutas da Moeda gehören.
Die Grotten wurden zur touristischen Sehenswürdigkeit ausgebaut und  nach den Tropfsteingebilden benannt: Krippe, Schäfer, Wasserfall, Jungfrau, rote Kuppel, Meerlandschaft, unvollendete Kapelle, Hochzeitstorte und Tränenbrunnen.
Der Besichtigungsbereich der Grotten beträgt etwa 350 m und geht in bis zu 45 m Tiefe. Die Temperatur in den Grotten beträgt konstant um 18 °C. Ein- und Ausgang liegen an verschiedenen Stellen in einer steinigen Landschaft.